# ویلیام-آدولف بوگرو
ویلیام-آدولف بوگِرو (به فرانسوی: William-Adolphe Bouguereau) (زاده ۳۰ نوامبر ۱۸۲۵ - درگذشته ۱۹ اوت ۱۹۰۵) یکی از نقاشان آکادمیک فرانسه بود. نقاشی‌های وی در سبک واقع‌گرایانه بوده، و نقاشی‌های برجسته وی بیشتر بدن زنانه را به رخ می‌کشند. او در زندگانی خود در ایالات متحده و فرانسه نقاش محبوبی بود؛ و افتخارات زیادی دریافت کرد و نقاشی‌های او به قیمت های بالایی فروخته می‌شد.

## زندگی و حرفه
او در شهر «لا روشل» به دنیا آمد. در سال ۱۸۵۰ برنده بورسیه مهمی شد. او پیرو سبک رئالیسم بود و تمام کارهای او در سالن پاریس در تمام عمر فعالیت کاریش نمایش داده شد. اگرچه او در آستانه سده بیستم در گمنامی به سر می‌برد که شاید به خاطر مخالفت سرسختانه او با نقاشان سبک امپرسیونیست بود، ولی به تازگی ارزش کارهای او روشن شده‌است. او در طول زندگی ۸۲۶ نقاشی کشید.
او یکی از برترین هنرمندان جهان در زمان خود بود. در سال ۱۹۰۰ هنرمندان هم عصرش وی را یکی از جاودانه‌های سده نوزدهم نامیدند که البته این نظریات با وجود جو امپرسیونیستی حاکم بسیار طعنه‌آمیز به نظر می‌رسید. کارهای او مشتاقانه در سراسر دنیا با قیمت‌های بالا به ویژه توسط میلیونرهای آمریکایی خریداری می‌شدند. در حدود سال ۱۹۲۰ سال‌های بی‌حرمتی به ویلیام بود. بسیاری اظهار کردند که این بی‌احترامی‌ها شدید علیه او آگاهانه و عامدانه توسط «موسسه هنرهای حرفه‌ای جدید» صورت گرفته بود، که با وجود مخالفت دیرینه او با امپرسیونیست‌ها و نوآوریهای هنر نقاشی- دور از ذهن به نظر نمی‌رسید. البته همچنین به نظر می‌رسد این مسئله به فاکتورهای اجتماعی عمیق دیگری نیز برمی‌گشت. برای دهه‌ها نامی از او در دانشنامه‌های بزرگ برده نشد.
او دو بار ازدواج کرد و همسر دومش شاگرد قبلی او الیزابت جین گاردنر بود. او همچنین از نفوذ خود برای گشودن چندین موسسه هنر فرانسوی برای بانوان استفاده کرد. ویلیام آدولف بوگورو در شهر «لا روشل» از دنیا رفت.

## شهرت، سقوط، و ظهور

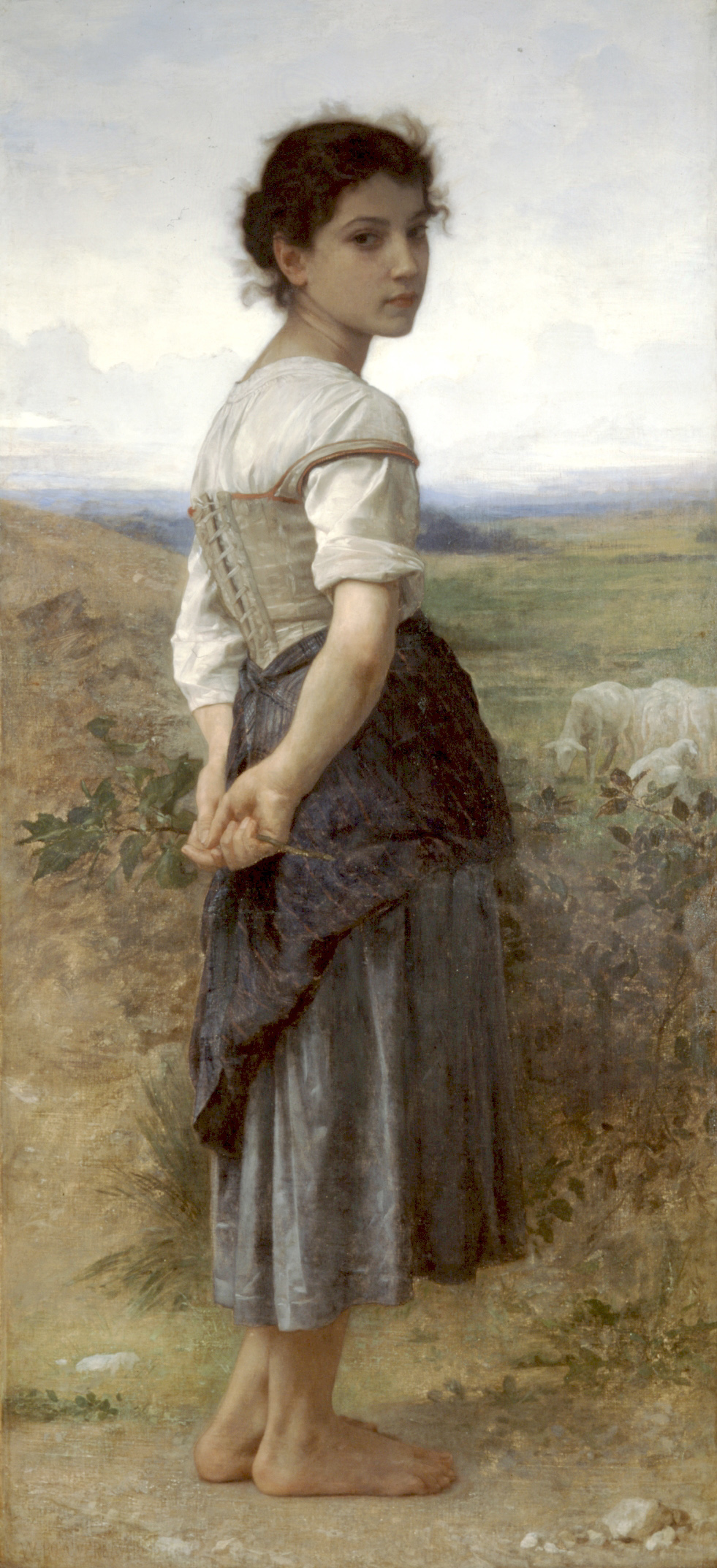
دختر جوان چوپان (۱۸۸۵)

## کارهای برجسته او
- دانته و ویرِژیل در دوزخ (۱۸۵۰)
- رقص (۱۸۵۰)
- تنها در جهان (۱۸۶۷)
- دختر بافنده (۱۸۶۹)
- خواهر بزرگتر (۱۸۶۹)
- Le Coquillage (۱۸۷۱)
- نخستین بوسه (۱۸۷۳)
- نیمف‌ها و ساتیر (۱۸۷۳)
- کوپیدون (۱۸۷۵)
- زایش ونوس (۱۸۷۹)
- حالت شبانه (۱۸۸۲)
- فندوق‌چینان (۱۸۸۲)
- تاج گل‌ها (۱۸۸۴)
- بازگشت بهار (۱۸۸۶)
- نخستین سوگواری (۱۸۸۸)
- گوسفندچران (۱۸۸۹)
- خیال برتر (۱۸۸۹)
- بوهِمیایی (۱۸۹۰)
- گابریل کوت (۱۸۹۰)
- Câlinerie (۱۸۹۰)
- چوپان کوچک (۱۸۹۱)
- کار نامداوم (۱۸۹۱)
- Invading Cupid's Realm (۱۸۹۲)
- بی‌گناهی (۱۸۹۳)
- دختر جوان چوپان (۱۸۹۵)
- پیش از گرمابه (۱۹۰۰)
- باکره با فرشته‌ها (۱۹۰۰)
- رؤیای بهار (۱۹۰۱)
- کشیش جوان (۱۹۰۲)
- The Madonna of the Roses (۱۹۰۳)

## نگارخانه

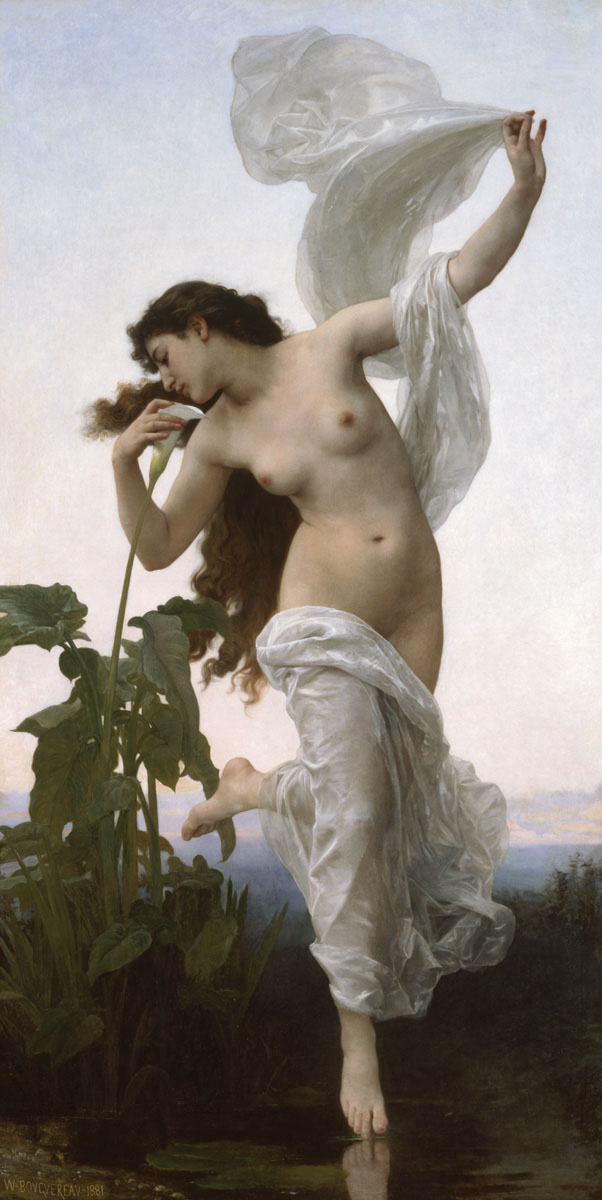
سپیده‌دم ۱۸۸۱ م موزه هنر بیرمنگهام
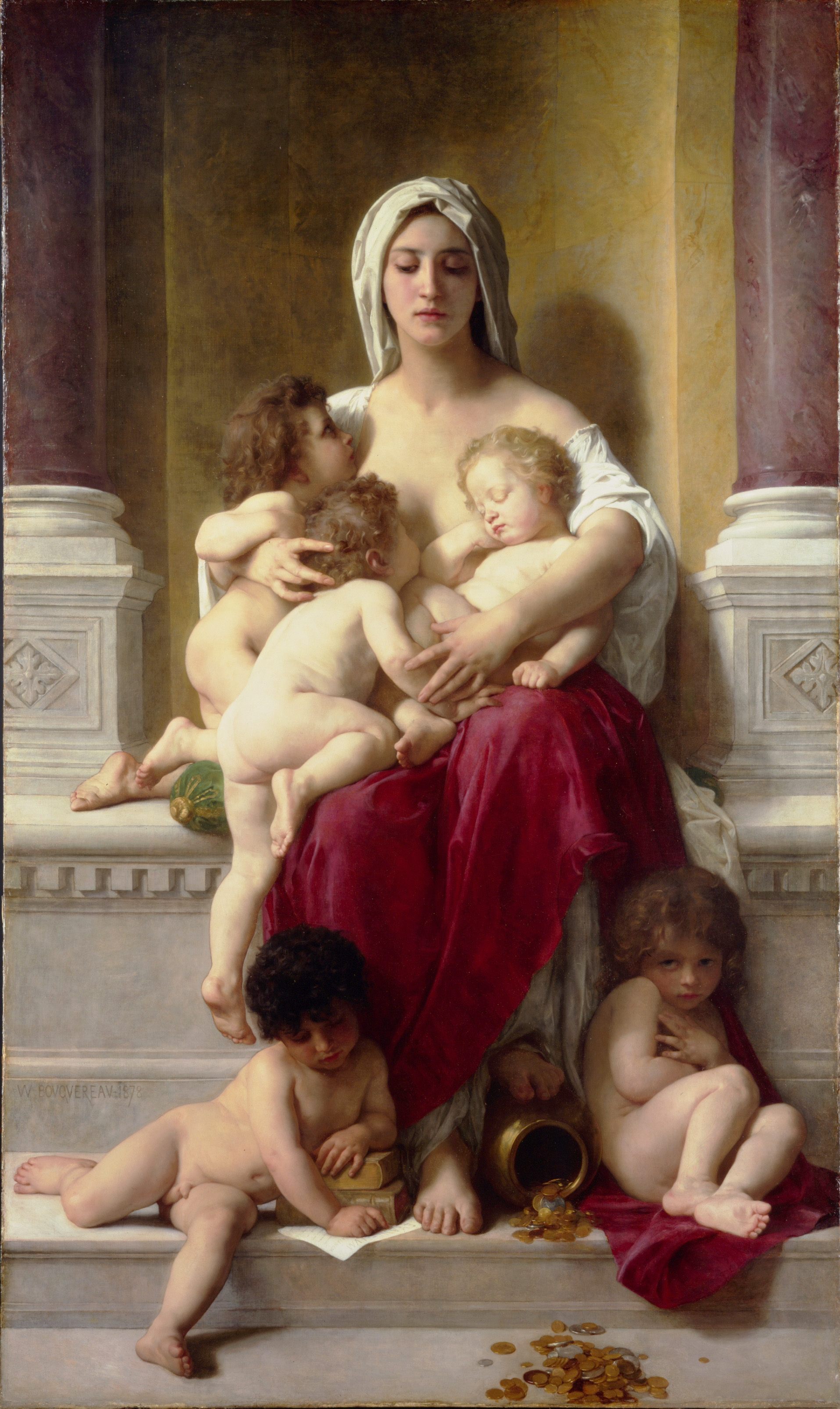
صدقه ۱۸۷۸ م مجموعهٔ خصوصی
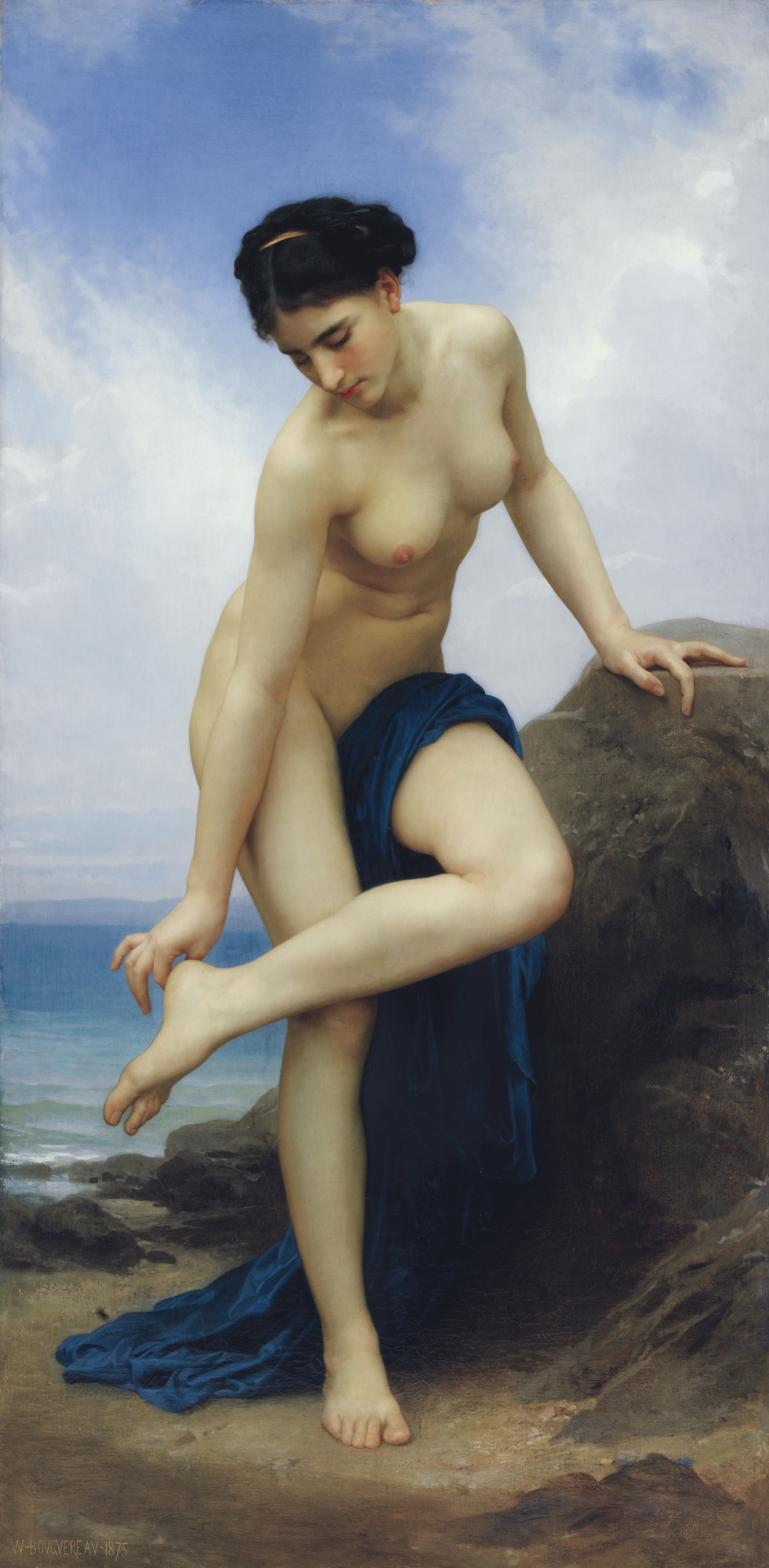
پس از حمام ۱۸۷۵ م مجموعهٔ خصوصی
دختری در حال مبارزه با اِروس حوالی ۱۸۸۰ م مرکز گتی
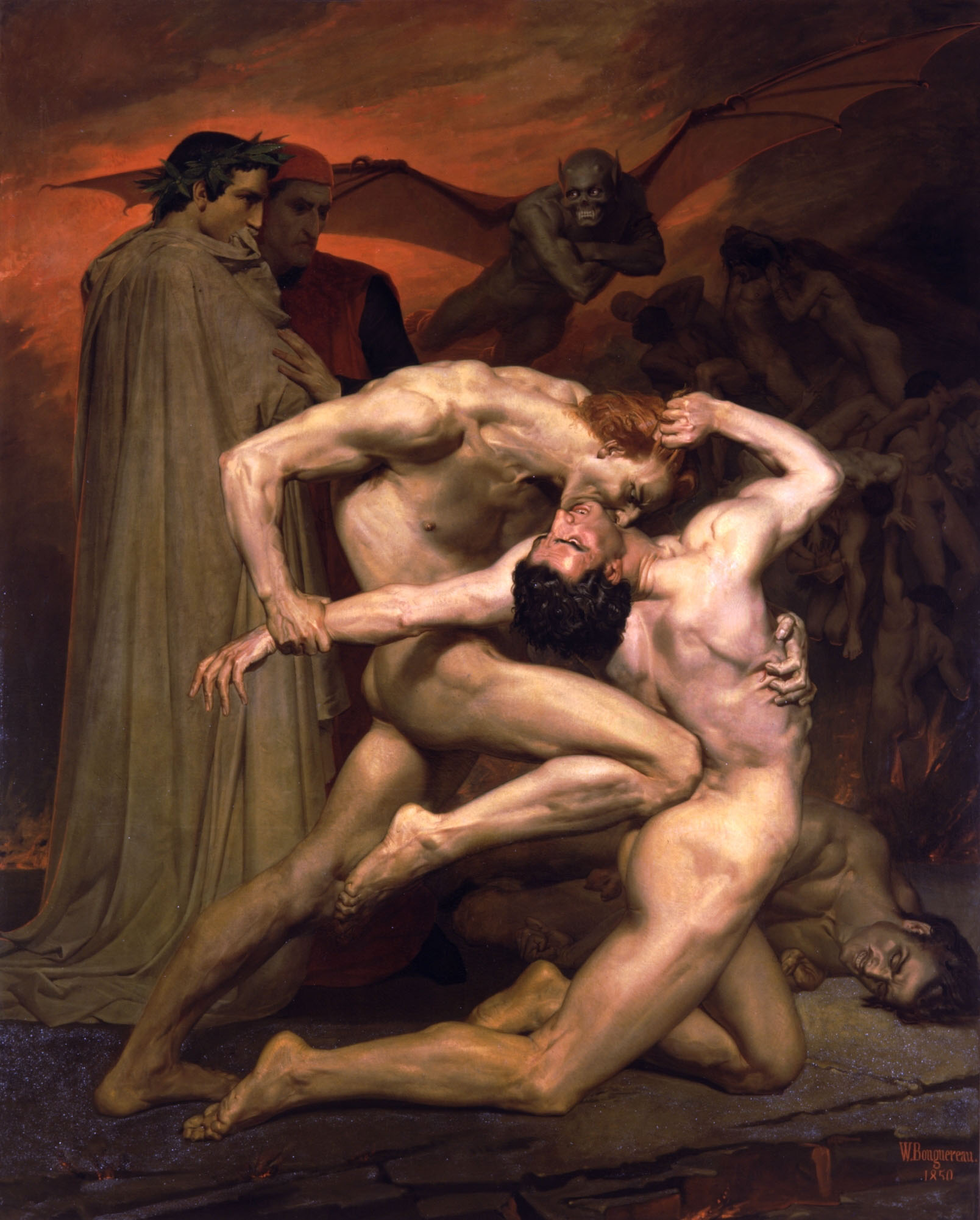
دانته و ویرِژیل در دوزخ ۱۸۵۰ م. موزه اورسی
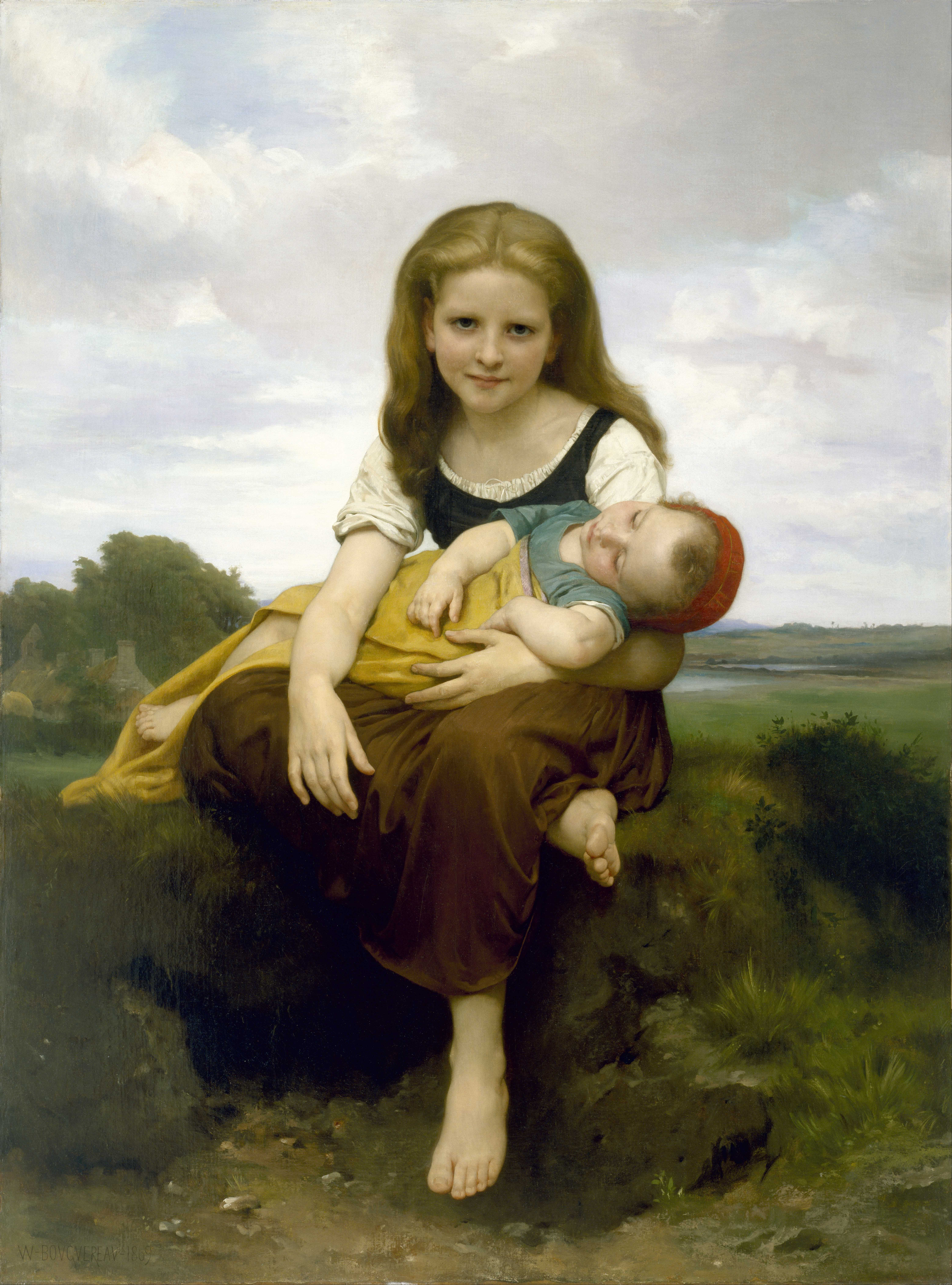
خواهر بزرگتر ۱۸۶۹ م موزه هنرهای زیبای هیوستون
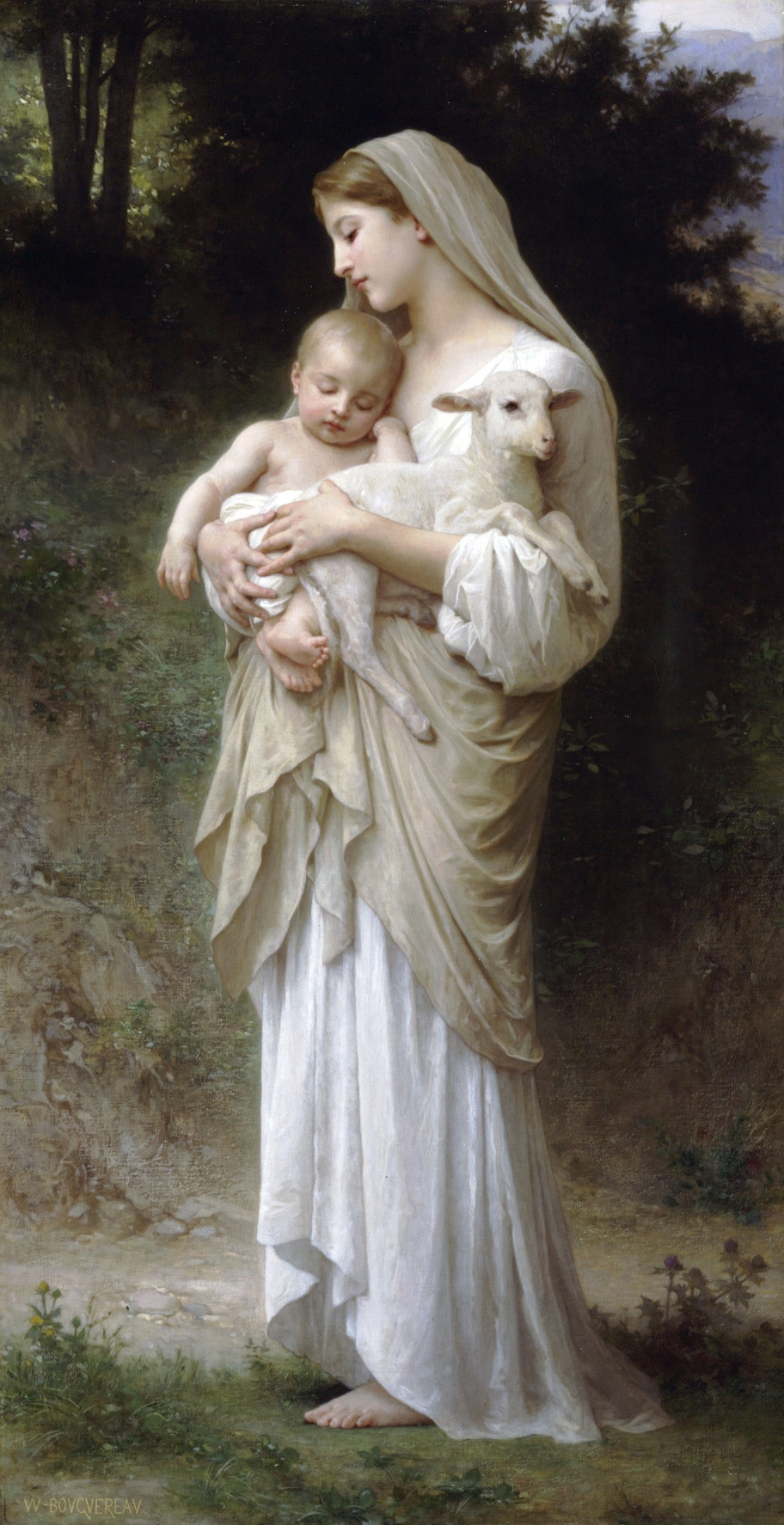
بی‌گناهی (۱۸۹۳م)
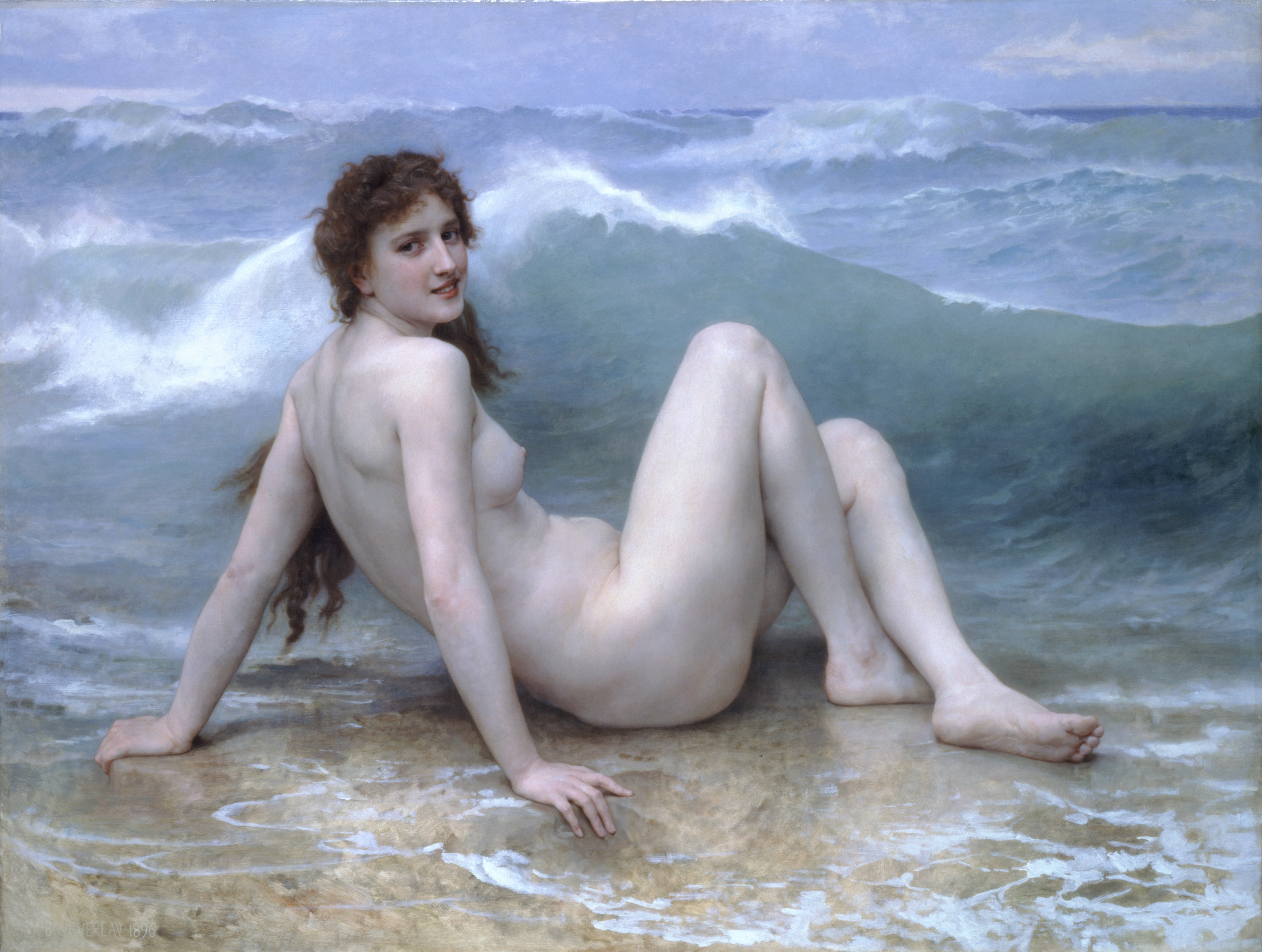
موج (۱۸۹۶م)
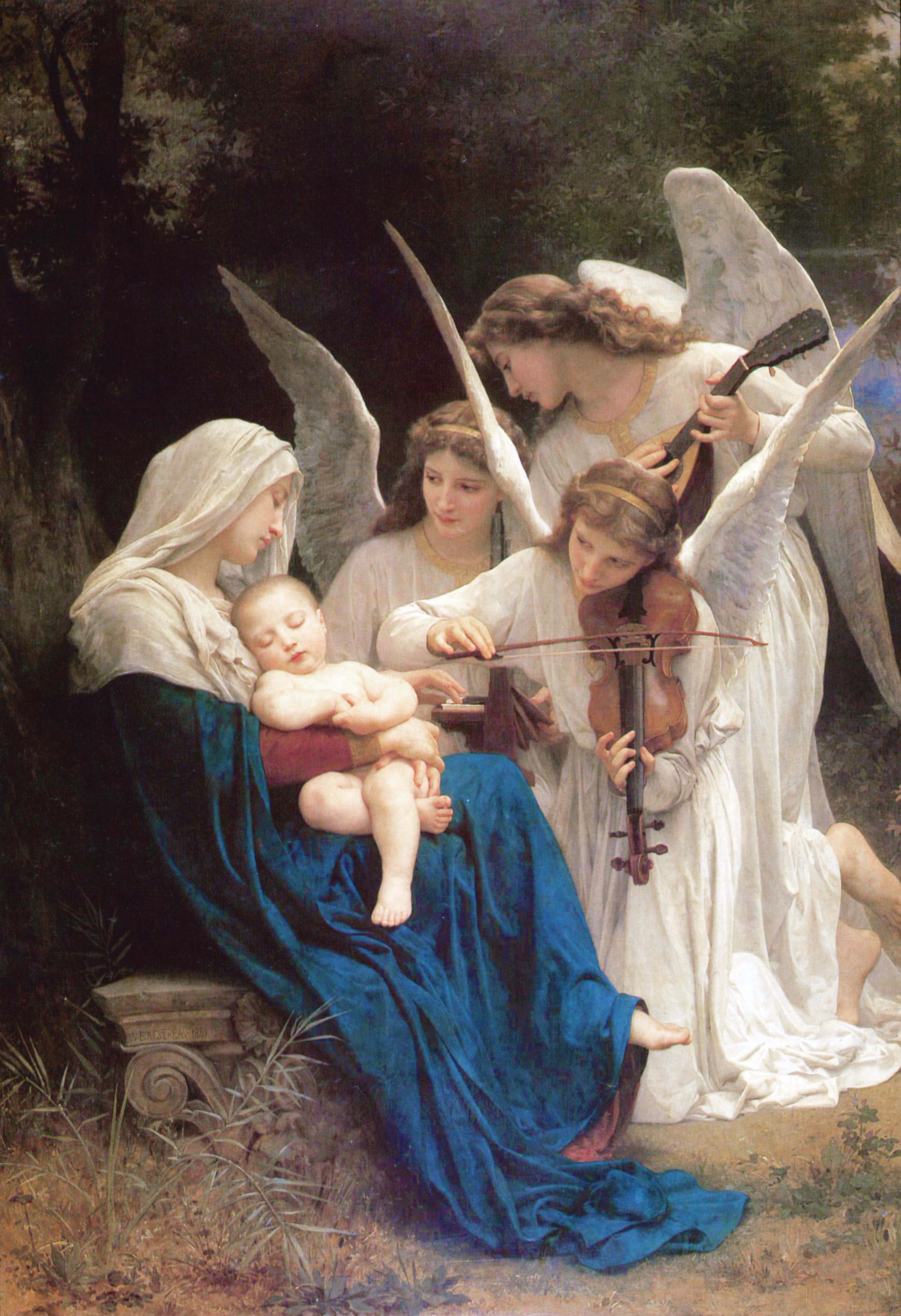
آواز فرشتگان (۱۸۸۱م)
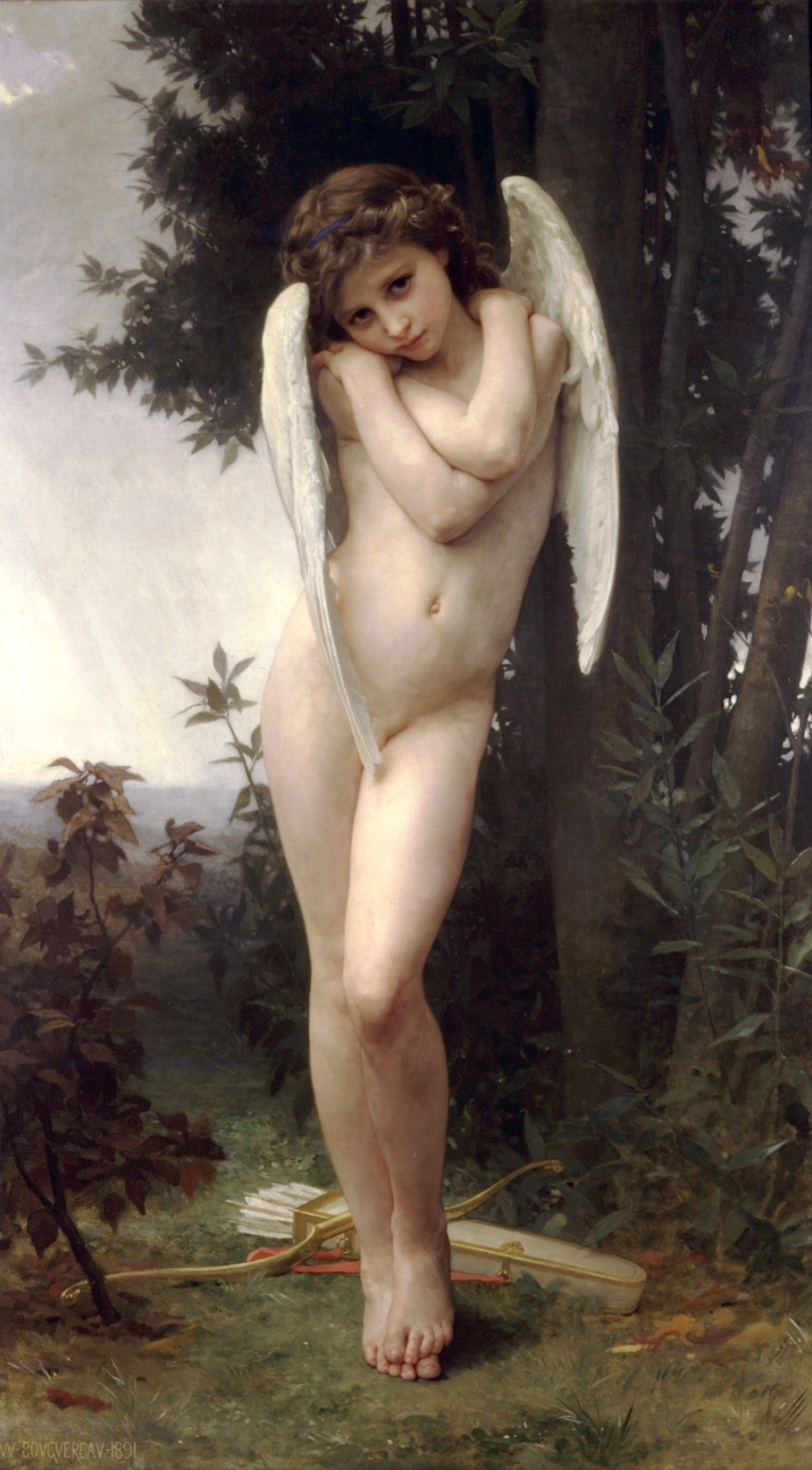
کوپیدو (۱۸۷۵ م) مجموعهٔ خصوصی
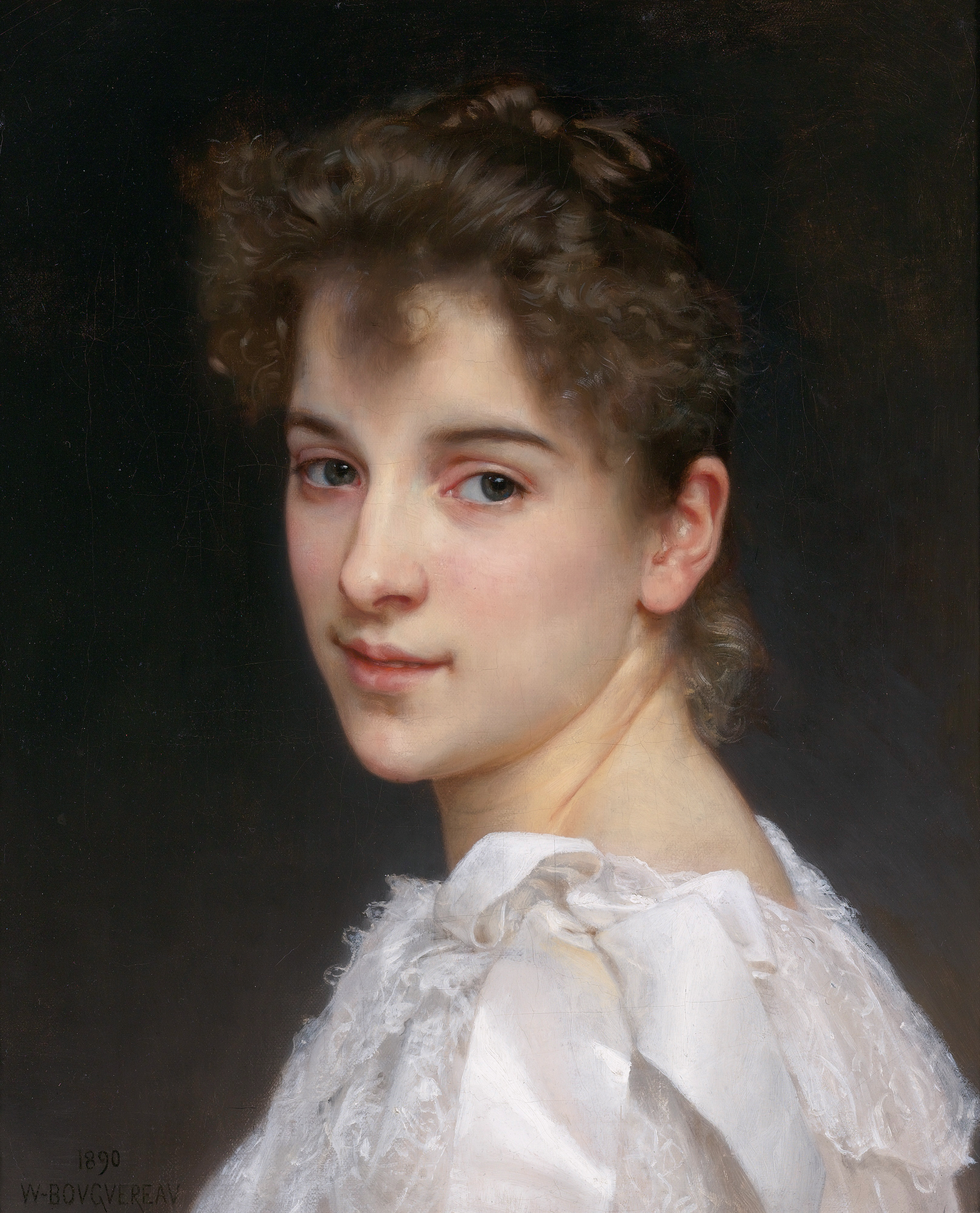
گابریل کوت دختر پیر آگوست کوت (۱۸۹۰م)
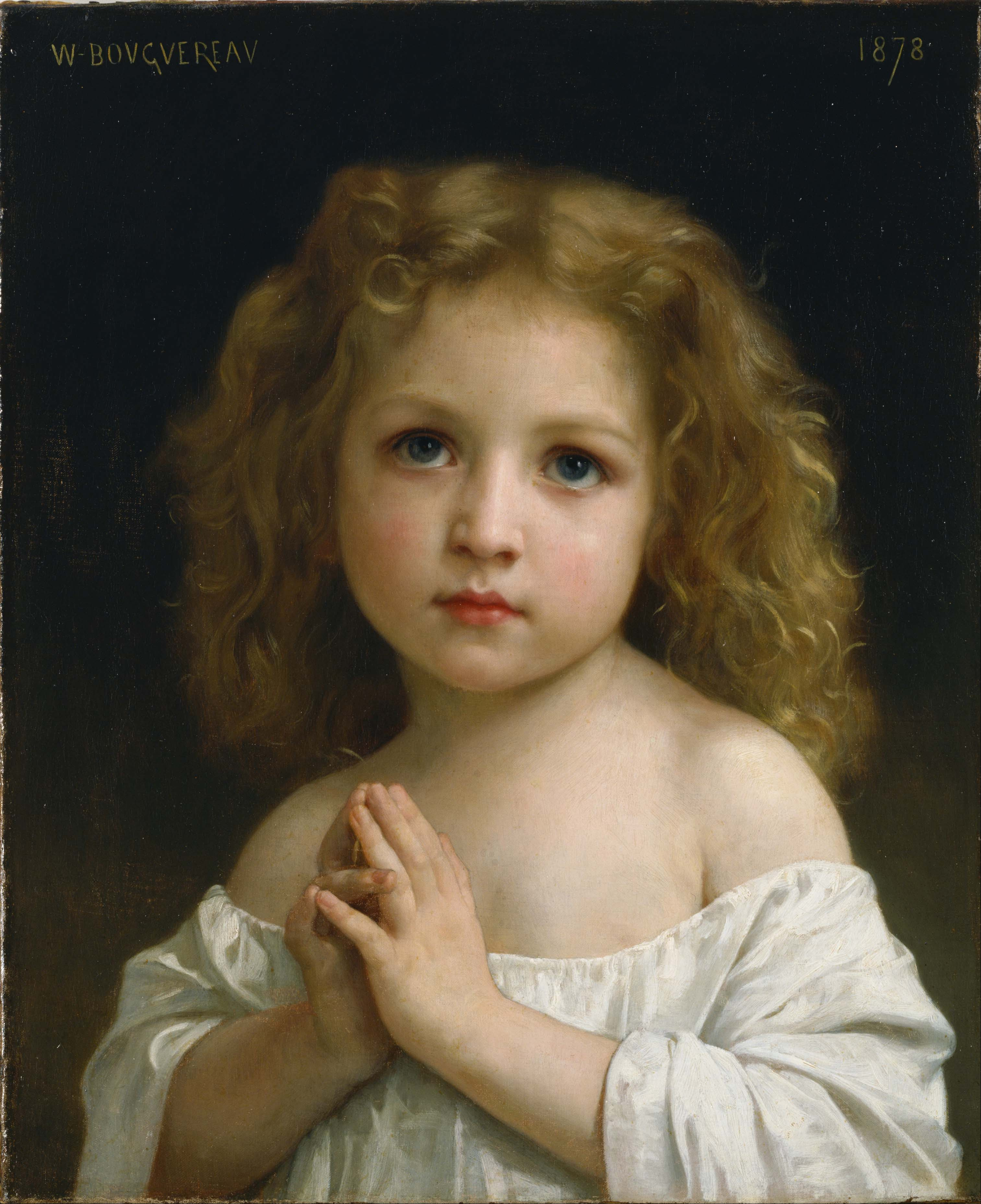
دختربچه ۱۸۷۸ م موزه ملی هنر غرب
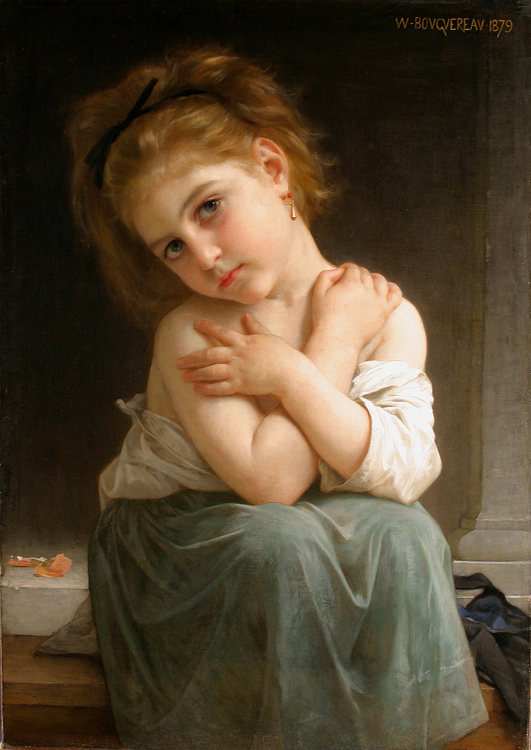
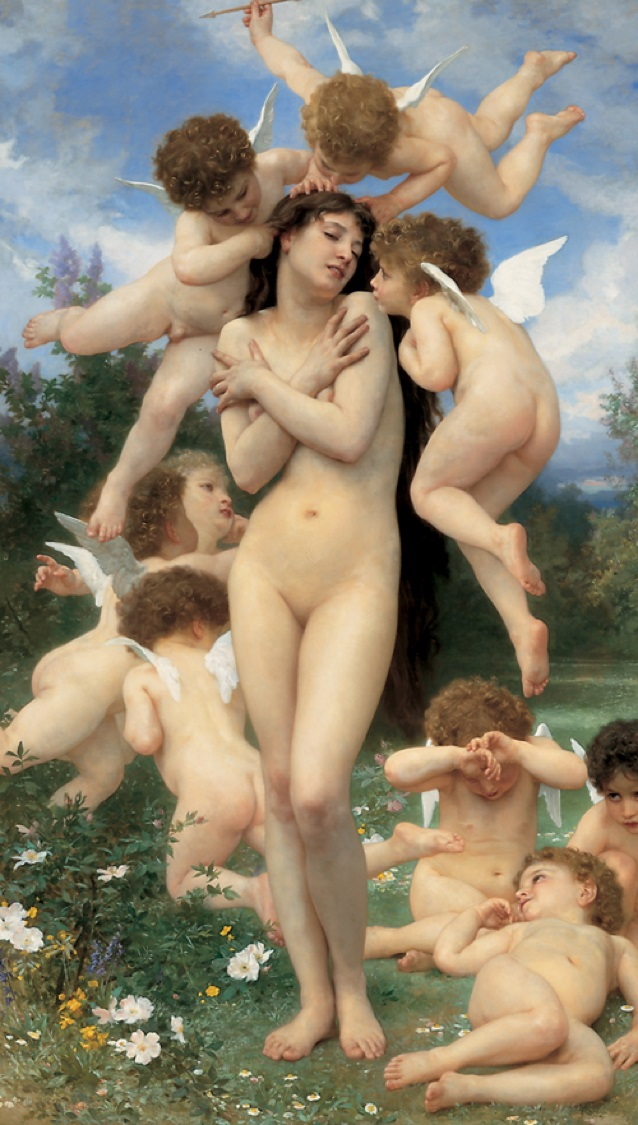
بازگشت بهار ۱۸۸۶ م موزه هنر ژوسلین
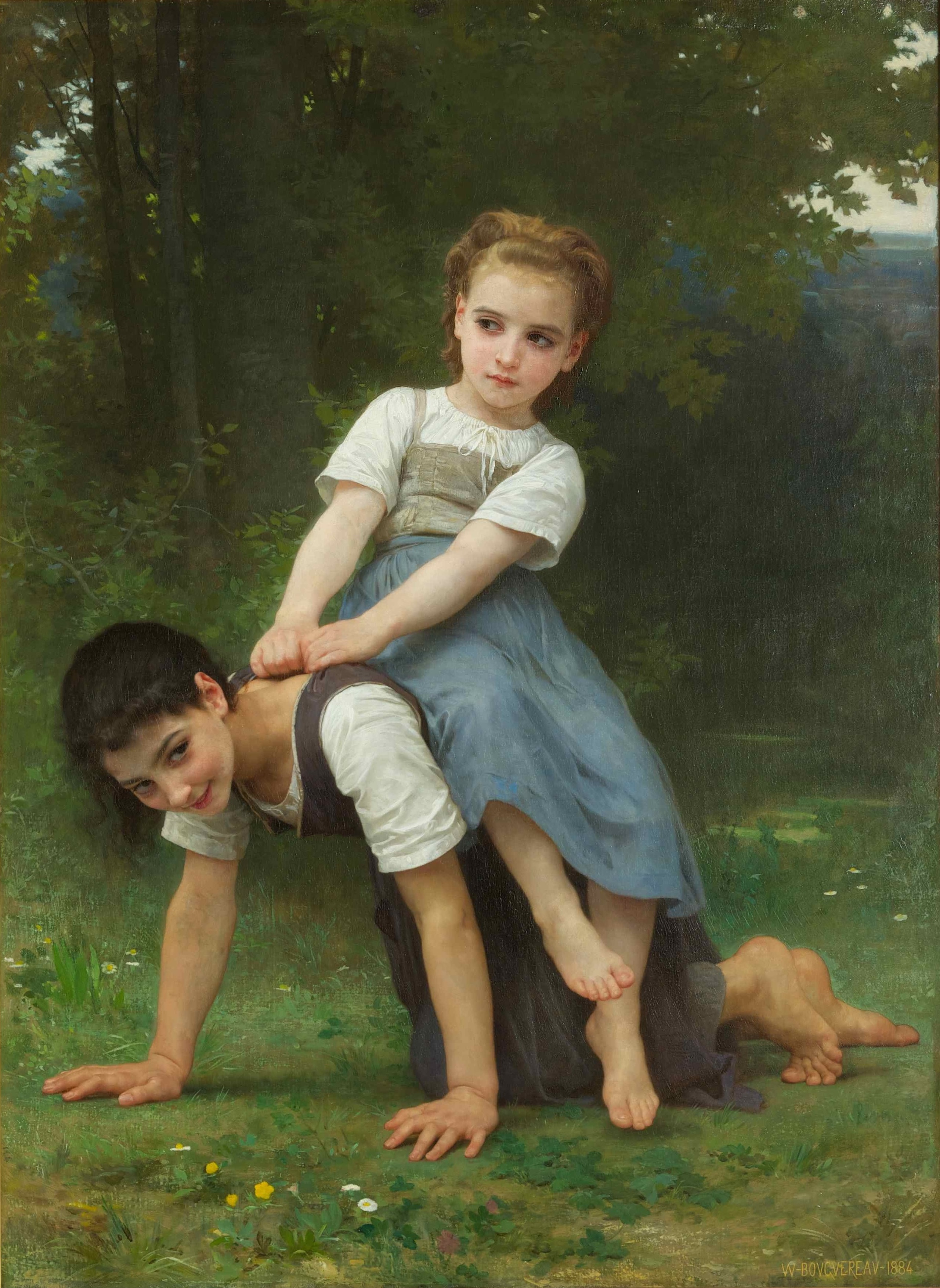
اسب‌سواری کودکانه ۱۸۸۴ م موزه برکشایر (en)
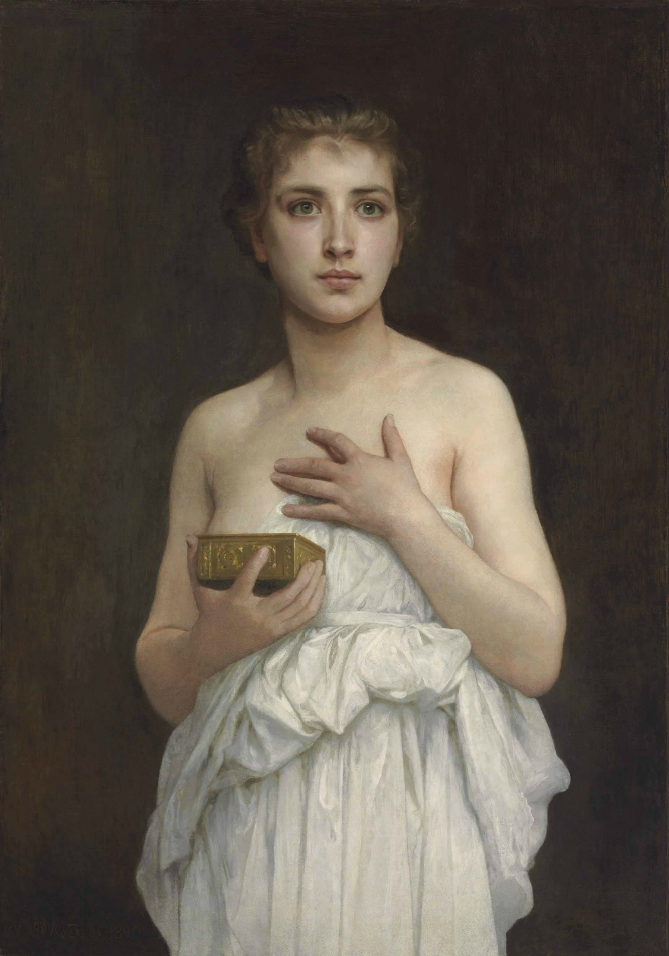
پاندورا